# Moorleiche von Windeby I

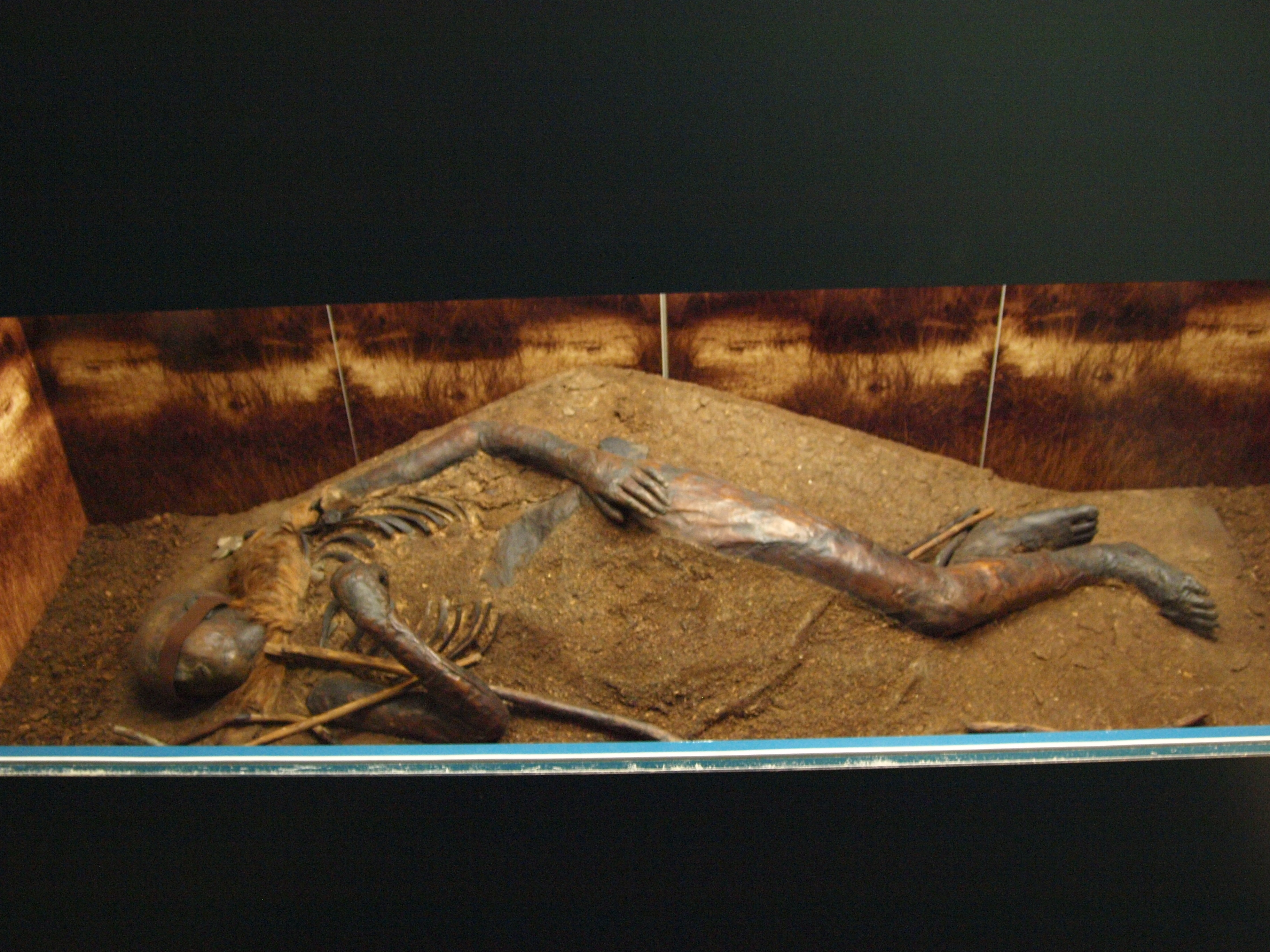
Windeby I

Die Moorleiche von Windeby I (auch Kind von Windeby oder Junge von Windeby) ist die gut erhaltene Moorleiche eines etwa 15–17-jährigen Jungen aus dem 1. Jahrhundert, die im Jahre 1952 im Domslandmoor nahe der Ortschaft Windeby bei Eckernförde in Schleswig-Holstein gefunden wurde. Aufgrund unzulänglicher Geschlechtsbestimmungen und einer falschen Deutung des Fundensembles war diese Leiche viele Jahre als Mädchen von Windeby bekannt. Sie gehört zu den bekanntesten Moorleichen Deutschlands und wird neben anderen Moorleichen in der Dauerausstellung des Schleswig-Holsteinischen Landesmuseums Schloss Gottorf ausgestellt.

## Fundumstände
Die Moorleiche von Windeby wurde am 19. Mai 1952 von den Torfstechern Pawlik und Franz Seibert im Domslandmoor gefunden. (Das Domslandmoor wird in Publikationen häufig auch falsch als Domlandsmoor bezeichnet.) Beide erkannten den Schenkelknochen als menschlichen Überrest und stellten ihre Arbeit sofort ein. Sie suchten die nähere Umgebung nach weiteren Leichenteilen ab und informierten das Museum in Schleswig. Den beiden Torfarbeitern und dem Moorbesitzer Schmidt ist zu verdanken, dass die Leiche daraufhin von Fachleuten des Museums sachgerecht geborgen und dokumentiert werden konnte. Der Fund wurde im Block geborgen und im Archäologischen Landesmuseum in Schleswig freigelegt und eingehend untersucht.
Die Untersuchungen weiterer im Jahre 1958 im Domslandmoor gefundener Moorleichen ergab, dass hier schon seit der Eisenzeit Torf gestochen wurde.

Fundort: 54° 27′ 5,4″ N, 9° 49′ 32,6″ O

## Konservierung und Präparation
Zur Untersuchung und Konservierung wurde der Schädel geöffnet und das Gehirn entnommen. Die Knochen wurden aus dem Körper herausgelöst und separat konserviert. Über die Konservierungsmaßnahmen der 1950er Jahre, wie verwendeten Mittel, sind keine vollständigen Berichte bekannt. Haut und Weichteile wurden mit nicht bekannten Chemikalien konserviert. Fehlstellen an Knochen und speziell dem Schädel, wurde mit einem Kitt ähnlichen Material und Farbe ausgebessert, was neuere Untersuchungen behindert. Zur Präparation des Fundes für die Ausstellung des Museums wurden der Mumie nahezu alle Knochen sowie der Schädel entnommen. Lediglich das linke Schulterblatt, beide Schlüsselbeine und einige Rippen verbleiben bei der präparierten Mumie, die auf einen großen hölzernen, mit Torf bedeckten Unterbau montiert wurden. Der Kopf (Kopfhaut und Haare) wurde auf einem Modell des Schädels, vermutlich aus Gips, rekonstruiert, und mit einem Holzstock an der Unterlage mit dem Torso fixiert. Um die Schultern liegt der originale Fellumgang. Nicht nur Nase und Gesicht sind gegenüber der ursprünglichen, auf Fotos erkennbaren Lage verändert, auch die Positionen des Körpers wurde substantiell verändert. Die auf dem Präparat wiedergegebene „aufreizende“ Position war offensichtlich direkte Folge der Vorstellung, dass hier eine Ehebrecherin vorläge. Das Sprangband um den Kopf wurde für die Ausstellung durch eine Replik ersetzt.

## Befunde

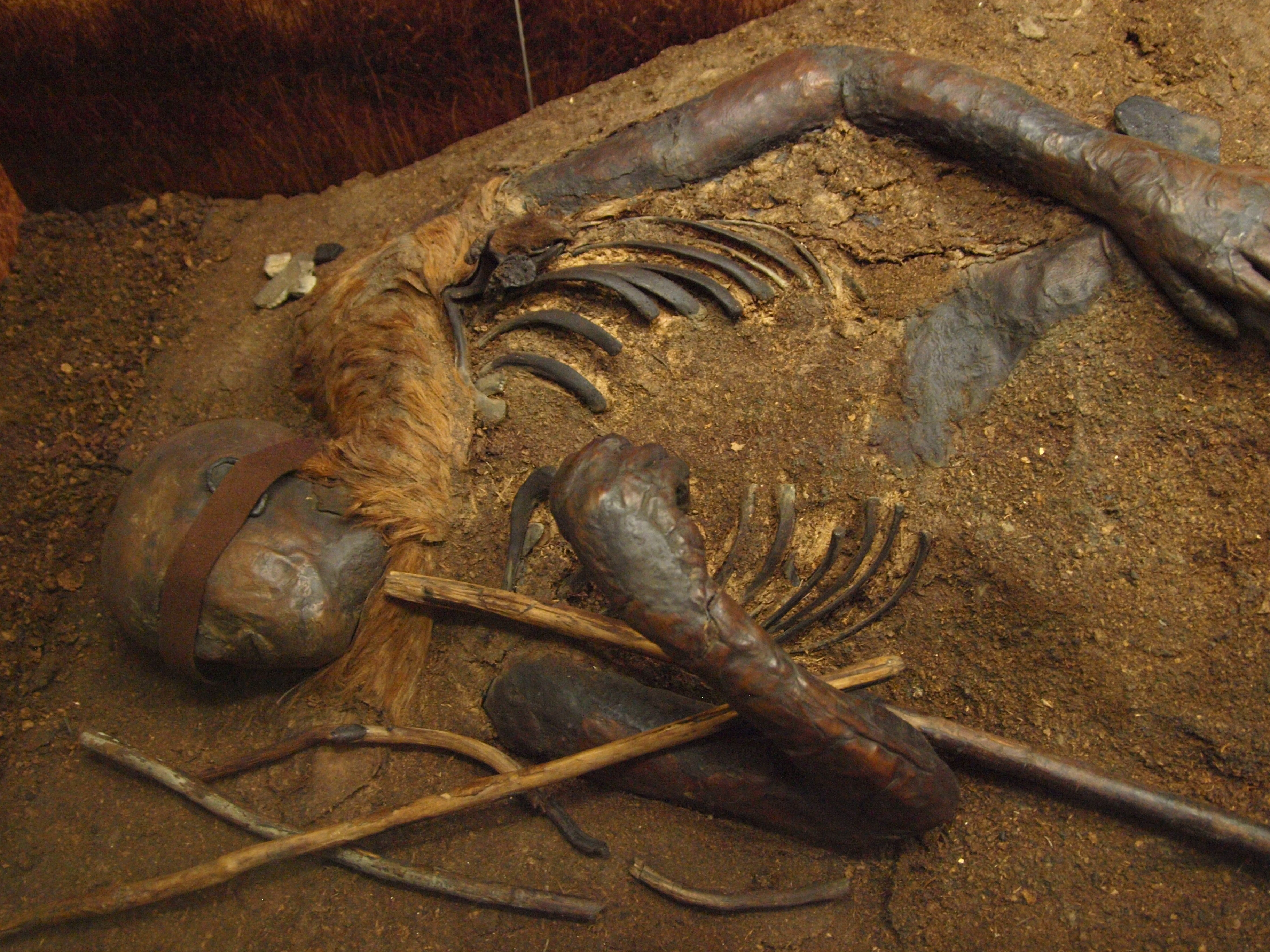
Die Moorleiche Windeby I mit einem ersatzweise angebrachten Stoffstreifen statt der gefundenen sogenannten „Augenbinde“

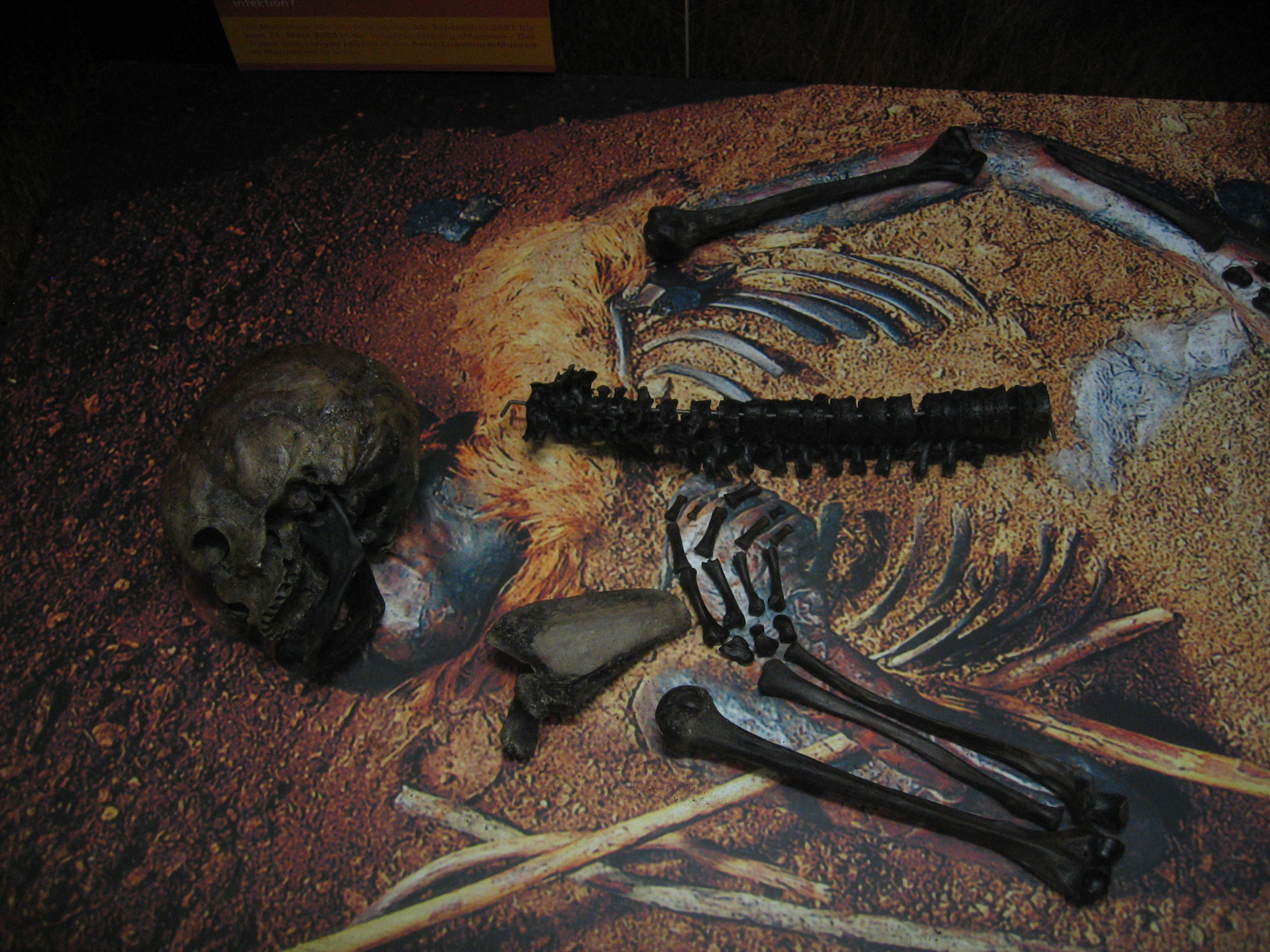
Einige Knochen des Skeletts auf einer Fotografie des präparierten Fundes vorübergehend 2007 in der Dauerausstellung

Das Kind von Windeby lag auf der rechten Seite, mit dem Kopf in Richtung Westen in einer 1,5 m breiten und ca. 1,5 m tief ausgehobenen Grube im Moor. Über den Augen lag ein um den Kopf geknotetes, gesprangtes Band aus Wolle. Beide Beine waren leicht gebeugt, der linke Arm war leicht gebeugt und die Hand lag auf der linken Hüftregion. Der rechte Arm war stärker angewinkelt und die Hand lag ihm vor dem Gesicht. Das Kind war auf einer Schicht Heidekraut gebettet und mit Wollgras bedeckt. Der Oberkörper des Kindes war mit einem Pelzumhang bekleidet. Neben der Leiche wurden Reste eines Keramikgefäßes und von Kleidung gefunden.

### Anthropologische Befunde
Der Körper war bei der Ausgrabung weitgehend, wenn auch nicht vollständig erhalten. Auf dem Brustkorb und Bauch war die Haut großflächig vergangen und die Rippen des Brustkorbes lagen frei. Innere Organe waren nicht mehr erkennbar, sie konnten auch radiologisch nicht ausgemacht werden. Das Kopfhaar war auf der rechten Seite etwa 4 cm lang, während es links nur etwa 2 mm kurz war.  Aktuelle parasitologische Untersuchungen der Haare ergaben, dass sie, für die damalige Zeit ungewöhnlich, frei von Kopfläusen waren. Alle Knochen des Skeletts lagen stark entkalkt vor. Radiologisch waren die Knochen aufgrund des um den Körper geschlagenen Pelzumhanges nur schwer darstellbar. Der Kopf des Kindes war dagegen außerordentlich gut vom Moor konserviert. Das durch den Schädel geschützte Gehirn war so gut erhalten, dass selbst kleinste Windungen und Furchen erkennbar waren. Der Junge hatte eine Körpergröße von etwa 165 cm. Röntgenaufnahmen eines Unterschenkelknochens zeigten Harris-Linien, die auf Wachstumsstörungen durch jahreszeitlich bedingte Mangelernährung hindeuten. Isotopenanalysen bei der Neubearbeitung im Jahre 2005 ergaben, dass der Junge zumindest in seinem letzten Lebensjahr auffallend selten Fleisch aß, wobei Pflanzenfresser den Hauptanteil seiner tierischen Nahrung bildeten. Dagegen hatten Seetiere wie Fische oder Muscheln nachweislich keinen Anteil an seiner Ernährung. Genauere Analysen zum Lebensalter des Kindes anhand anatomischer Merkmale des Schädels wurden durch die mit Kitt und Klebstoff verklebten Schädelnähte vereitelt.

### Geschlechtsbestimmung
Die ursprüngliche Geschlechtsbestimmung als weiblich erfolgte vor allem aufgrund des zarten Knochenbaus der Leiche sowie einer falschen Deutung des Fundensembles. Zweifel an dieser Geschlechtsbestimmung gab es bereits in den 1960er Jahren, jedoch setzten sich diese in der Fachwelt und vor allem bei der Allgemeinheit nicht durch. 2006 konnte die kanadische Anthropologin und Gerichtsmedizinerin Heather Gill-Robinson durch DNA-Untersuchungen in den USA und Israel so gut wie zweifelsfrei nachweisen, dass es sich um eine männliche Leiche handelt, wobei die Problematik von mit rezenter DNA kontaminierter  alter DNA auch in diesem Fall nicht zu vernachlässigen ist.

### Todesursache
Interdisziplinäre Untersuchungen erbrachten keine Hinweise auf eine gewaltsame Todesursache. So zeigten weder die erhaltenen Weichteile, beispielsweise im Halsbereich, irgendwelche Strangulationsspuren, noch waren auf den erhaltenen Knochen Hinweise auf prämortal erlittene Gewalteinwirkungen nachweisbar. Der Junge litt an einer schweren Kieferinfektion, die als wahrscheinlichste Todesursache angenommen werden kann.

### Datierung
Durch eine Pollenanalyse wurde die Moorleiche in die Eisenzeit datiert. Der Sterbezeitraum konnte mittels Untersuchung einer Knochenprobe aus dem Oberschenkel mit Hilfe der Radiokohlenstoffmethode auf den Zeitraum zwischen 41 v. Chr. und 118 n. Chr. genauer eingegrenzt werden. Weitere untersuchte Proben aus den Haaren, dem bei der Leiche gefundenen Pelzumhang und Hölzern erbrachten wesentlich ältere Datierungen, die jedoch auf die intensive Behandlung der Fundstücke mit mineralölhaltigen Konservierungsmitteln zurückzuführen sind.

## Deutung

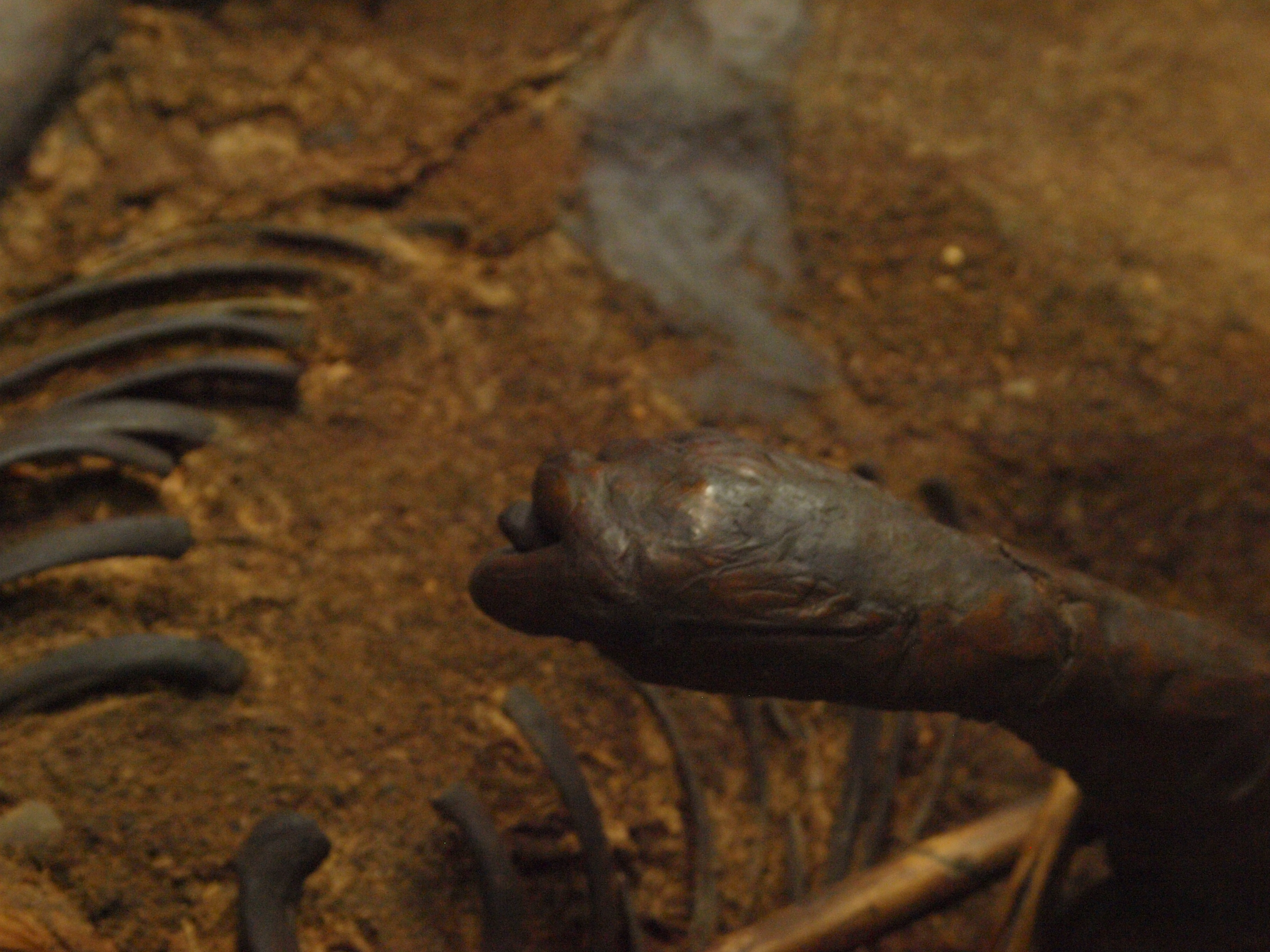
Die vermeintliche Feigenhand

Um die Todesumstände des Kindes von Windeby rankten sich viele Spekulationen und Theorien, die Eingang in angesehene wissenschaftliche Arbeiten gefunden haben. Nicht zuletzt diese Spekulationen und Theorien führten dazu, dass diese Moorleiche eine weltweite Beachtung fand und immer noch eine große Popularität genießt.

### Ehebrecherinnenthese
Forscher gingen zunächst von einer Hinrichtung der zunächst als weiblich angesehenen Moorleiche aus. Als Indizien führten sie die ungewöhnliche Frisur, die vermeintliche Augenbinde sowie die Handhaltung in der sogenannten Feigenform auf. Diese Vermutung basierte auf Aussagen des römischen Schriftstellers Tacitus im Kapitel 19 seines Werkes Germania, wonach Germanen Ehebrecherinnen den Kopf teilweise schoren und sie unter Rutenhieben nackt durch das Dorf trieben. Die Bestrafung von Ehebrecherinnen durch Versenken in Sümpfen erwähnt Tacitus nicht ausdrücklich, diese wurde aus dem Kapitel 12 über die Opferung männlicher Verbrecher, Kriegsscheuer und Deserteure abgeleitet.  Die rechte Hand der Leiche soll bei der Auffindung empor gestreckt und der Daumen zwischen Zeige- und Mittelfinger hindurch gestreckt gewesen sein. Das symbolisiert die Feigenhand, eine Gebärde, die in der Gegenwart sexuelle Aussagekraft hat. Diese Geste sowie die Augenbinde veranlassten zur Vermutung, dass die damals noch als junge Frau angesehene Person eine ihrem Ehemann untreu gewesene Ehefrau war und zur Strafe ins Moor getrieben worden war. Diese Theorie wurde nur wenige Tage später durch den Fund einer zweiten, männlichen Moorleiche, des Mannes von Windeby (Windeby II), bekräftigt, da diese nur wenige Meter daneben gefunden wurde. Die räumliche und angenommene zeitliche Nähe beider Funde nährte viele Jahrzehnte die romantisch wirkende Theorie von der hingerichteten Ehebrecherin und ihrem Geliebten. Diese populäre Theorie hielt sich so hartnäckig, dass viele, bereits früh vorgetragene Bedenken kaum Beachtung fanden. 1979 bearbeitete der Archäologe Michael Gebühr ein weiteres Mal alle Dokumente zu dem Fund und widerlegte die Mär von der unsittlichen „Missetäterin“. Er entkräftete vor allem das Indiz für das angebliche moralische Fehlverhalten des Moormädchens. Er wies nach, dass die betreffende Feigenhand des vermeintlichen Mädchens nach der Ausgrabung 1952 bei der Einlagerung verformt wurde. Die ersten, bei der Auffindung gemachten Fotografien zeigen die Hand in einer entspannten Haltung, mit dem Daumen über dem Zeigefinger. Für die Feigenhand als obszöne Geste in der Eisenzeit gibt es keine Hinweise, erst im Mittelalter bekam sie eine obszöne Bedeutung. Bei dem anfänglich als Augenbinde gedeuteten Sprangband handelt es sich höchstwahrscheinlich lediglich um ein verrutschtes Haarband, von dem es mehrere archäologische Vergleichsfunde aus der Eisenzeit gibt.
Die zusätzliche und endgültige Widerlegung dieser Ehebrecherinnentheorie gelang mit der gentechnischen Bestätigung des männlichen Geschlechts der vermeintlichen Mädchenleiche im Jahre 2005 sowie der neuesten 14C-Datierung, wonach die Überreste des Jungen etwa 300 Jahre jünger sind als die des Mannes.
Ein weiteres deutliches Indiz gegen die populäre Hinrichtungsthese ist die liebevolle Ausgestaltung des Grabes mit der Bettung der Leiche auf einer Schicht Heidekraut, der Zugabe einer Decke aus Gräsern und der Beigabe von Tongeschirr sowie Kleidung.

### Varia
1983 fertigte Richard Helmer eine plastische Gesichtsrekonstruktion des Jungen für das Museum an.

## Rezeption
Die These von der hingerichteten Ehebrecherin mit ihrem Liebhaber wurde nicht nur von der Tagespresse, sondern auch von Romanautoren und populärwissenschaftlichen Autoren begierig aufgenommen, weitergesponnen und verbreitet. Alle früher vermuteten Zusammenhänge schienen auf der einen Seite so stimmig und passend und auf der anderen Seite so aufregend und faszinierend, dass Zweifel kaum angebracht schienen. Aber auch in allen wissenschaftlichen Publikationen wurde diese Theorie übernommen und nur selten hinterfragt.

### Wissenschaftliche und populärwissenschaftliche Literatur
Der Hintergrund einer bestraften oder geopferten Missetäterin führte dazu, dass der Fund eine weltweite Beachtung fand. Die Deutung wurde von verschiedenen Autoren aufgenommen und ausgebaut. Menon vermutete, dass das „Mädchen“ mit seinem Haarband erdrosselt wurde, das ihr dann über die Augen gebunden wurde. Jedoch waren im Halsbereich keine Würgemale vorhanden. Miranda Aldhouse-Green vermutete in dem gesprangten Haarband einen Gürtel und in dem Mädchen von Windeby eine Seherin oder Prophetin, deren Augen zur Bannung ihrer Kräfte mit dem vermeintlichen Gürtel verschlossen wurden. Als Gürtel wäre das Band jedoch deutlich zu kurz gewesen. Außerdem vermutete sie eine Ertränkung, ohne dafür aber Indizien anzugeben. Da die Lunge nicht erhalten war, lässt sich auch diese Theorie nicht bestätigen. Michael Parker Pearson vermutete in dem Kind eine sozial hochgestellte Persönlichkeit, was jedoch den elf Hungerperioden und dem schlechten Ernährungsstand des Kindes widerspricht. Die von Aldhouse-Green und M. Williams kolportierte Prophetenthese lässt sich archäologisch nicht nachvollziehen. Der Fund war ebenfalls Gegenstand zahlreicher deutsch- und englischsprachiger populärwissenschaftlicher TV-Dokumentationen.

### Populärkultur
Aber auch in der Populärkultur wie der Musik fand der Fund von Windeby Eingang. Der niederländische Jazzmusiker Chris Hinze schrieb 1972 den Soundtrack Virgin Sacrifice, dessen Plattencover ein Foto des Moorleichenfundes ziert und auf der Rückseite in wenigen Worten Hintergründe des Fundes erklärte sowie Fragen dazu stellte. 1976 veröffentlichte der irische Lyriker und Nobelpreisträger Seamus Heaney sein Gedicht Punishment über ein ertränktes Mädchen, das wegen Ehebruchs die flachsblonden Haare geschoren und die Augen verbunden bekam und mit einer Schlinge um den Hals ertränkt wurde. Aber auch Tony Dillon-Davis thematisiert das Kind von Windeby in seinem Gedicht Windeby Girl. 2003 veröffentlichte die australische Kinderbuchautorin Pamela Rushby, inspiriert von dem Mädchen von Windeby, ihren Roman Circles of Stone über den Fund eines Mädchens namens Ana in einem Schottischen Moor. In ihrer Erzählung verwandte sie zahlreiche Aspekte des Fundes von Windeby, inklusive einer Nachbildung des Kopfes der Moorleiche für das Titelbild.